# Фйордімонте
Фйордімонте (італ. Fiordimonte) — муніципалітет в Італії, у регіоні Марке,  провінція Мачерата.
Фйордімонте розташоване на відстані близько 140 км на північ від Рима, 75 км на південний захід від Анкони, 45 км на південний захід від Мачерати.
Населення — 204 особи (2014).
Щорічний фестиваль відбувається першої неділі вересня. Покровитель — Madonna.

## Демографія
Населення за роками:

Станом на 31 грудня 2014 року в муніципалітеті офіційно проживало 7 іноземців з 5 країн, серед них 5 громадян країн Євросоюзу.

## Сусідні муніципалітети
- Аккуаканіна
- Ф'ястра
- П'єве-Торина
- П'євебовільяна
- Віссо